# (4419) Allancook
(4419) Allancook es un asteroide perteneciente al cinturón de asteroides, descubierto el 24 de abril de 1932 por Karl Wilhelm Reinmuth desde el Observatorio de Heidelberg-Königstuhl, Alemania.

## Designación y nombre
Designado provisionalmente como 1932 HD. Fue nombrado Allancook en honor al astrónomo estadounidense Allan F. Cook II.